# Teila Tuli
Teila Tuli, även känd som Taylor Wily, född 14 juni 1968 i Honolulu, Hawaii, död 20 juni 2024 i Hurricane, Utah, var en amerikansk skådespelare, sumobrottare samt kampsportare inom MMA. Han var från Honolulu, Hawaii och  av samoanskt påbrå. Han var mest känd för sin roll som Kamekona i TV-serien Hawaii Five-0.